# Paspalum wrightii
Paspalum wrightii är en gräsart som beskrevs av Albert Spear Hitchcock och Mary Agnes Chase. Paspalum wrightii ingår i släktet tvillinghirser, och familjen gräs. Inga underarter finns listade i Catalogue of Life.